# Sambong (Batang)
Sambong is een bestuurslaag in het regentschap Batang van de provincie Midden-Java, Indonesië. Sambong telt 6091 inwoners (volkstelling 2010).